# Mistrovství Brněnského kraje 1949
Mistrovství (I. třída) Brněnského kraje 1949 bylo jednou ze skupin 3. nejvyšší fotbalové soutěže v Československu. O titul přeborníka Brněnského kraje soutěžilo 14 týmů každý s každým dvoukolově na jaře a na podzim 1949. Tento ročník začal v neděli 27. března 1949 a skončil v neděli 13. listopadu téhož roku. Jednalo se o 1. z 11 ročníků soutěže (1949–1959/60).
Po sezoně došlo k další z poúnorových reorganizací. Do Oblastní soutěže, která byla v ročnících 1948 (jako Zemská soutěž) a 1949 druhou nejvyšší soutěží v Československu a od sezony 1950 se stala třetí úrovní (viz II. liga – Celostátní československé mistrovství II 1950), postoupilo vítězné mužstvo ZSJ TOS Kuřim. Mistrovství Brněnského kraje bylo od ročníku 1950 jednou ze skupin čtvrté nejvyšší soutěže (viz III. liga – Oblastní soutěž 1950). Poslední čtyři mužstva sestoupila do příslušných skupin I. třídy Brněnského kraje (od ročníku 1950 jedna ze skupin páté nejvyšší soutěže a druhá nejvyšší soutěž Brněnského kraje).

## Nové týmy v sezoně 1949
- Z Moravskoslezské divize 1948 – skupina jih (III. liga) přešla mužstva ZSJ TOS Kuřim (dříve SK Kuřim), ZSJ ZKL Líšeň (dříve SK Líšeň, 1948 jako ZK Zbrojovka Líšeň), JTO Sokol Lanžhot, ZSJ GZ Brno IV (dříve SK Sparta Brno) a ZSJ GZ Královo Pole II (dříve SK Moravská Slavia Brno).[4]
- Z I. A třídy ZMŽF 1948 – okrsku A (IV. liga) přešla mužstva JTO Sokol ÚNV Brno III (dříve SK Moravia Brno, 1948 jako ZNV Brno), ZSJ SBŠ Komárov (dříve SK Komárov), JTO Sokol Břeclav (dříve SK Břeclav) a JTO Sokol Slovan Rosice (dříve SK Slovan Rosice).[5]
- Z I. A třídy ZMŽF 1948 – okrsku B (IV. liga) přešlo mužstvo ZSJ Dehtochema Šlapanice (dříve SK Šlapanice).[5]
- Z I. B třídy ZMŽF 1948 – I. okrsku (V. liga) přešla mužstva VSJ Brno-Židenice (1948 jako AFK Žižka Brno) a ZSJ Metra Blansko (dříve AFK Blansko).[5]
- Z I. B třídy ZMŽF 1948 – II. okrsku (V. liga) přešlo mužstvo ZSJ Pivovar Znojmo (dříve SK Znojmo).[5]
- Ze II. třídy ZMŽF 1948 (VI. liga) přešlo mužstvo JTO Sokol Vyškov (dříve HSK Vyškov).

## Konečná tabulka
| Poř. | Tým                      | Z  | V  | R | P  | VG | OG  | B  |
| ---- | ------------------------ | -- | -- | - | -- | -- | --- | -- |
| 1.   | ZSJ TOS Kuřim            | 26 | 18 | 1 | 7  | 96 | 46  | 37 |
| 2.   | ZSJ Pivovar Znojmo       | 26 | 17 | 2 | 7  | 94 | 52  | 36 |
| 3.   | VSJ Krosno Brno-Židenice | 26 | 15 | 5 | 6  | 92 | 50  | 35 |
| 4.   | ZSJ Dehtochema Šlapanice | 26 | 16 | 1 | 9  | 60 | 54  | 33 |
| 5.   | JTO Sokol ÚNV Brno III   | 26 | 13 | 3 | 10 | 71 | 56  | 29 |
| 6.   | ZSJ ZKL Líšeň            | 26 | 12 | 4 | 10 | 61 | 56  | 28 |
| 7.   | JTO Sokol Lanžhot        | 26 | 12 | 3 | 11 | 76 | 79  | 27 |
| 8.   | ZSJ SBŠ Komárov          | 26 | 11 | 4 | 11 | 67 | 65  | 26 |
| 9.   | ZSJ GZ Brno IV           | 26 | 11 | 3 | 12 | 63 | 54  | 25 |
| 10.  | ZSJ GZ Královo Pole II   | 26 | 10 | 4 | 12 | 52 | 56  | 24 |
| 11.  | JTO Sokol Břeclav        | 26 | 9  | 4 | 13 | 51 | 58  | 22 |
| 12.  | JTO Sokol Vyškov         | 26 | 7  | 1 | 18 | 56 | 97  | 15 |
| 13.  | ZSJ Metra Blansko        | 26 | 6  | 1 | 19 | 42 | 103 | 13 |
| 14.  | JTO Sokol Slovan Rosice  | 26 | 5  | 2 | 19 | 43 | 103 | 12 |

Poznámky:
- Z = Odehrané zápasy; V = Vítězství; R = Remízy; P = Prohry; VG = Vstřelené góly; OG = Obdržené góly; B = Body

Zkratky:
- AFK = Atleticko-fotbalový klub; GZ = Gottwaldovy závody (známější jako Královopolská strojírna); HSK = Hanácký sportovní klub; JTO = Jednotná tělovýchovná organisace; SBŠ = Spojené strojírny a slévárny Bohumíra Šmerala; TOS = Továrny obráběcích strojů; ÚNV = Ústřední národní výbor; VSJ = Vojenská sokolská jednota; ZK = Závodní klub; ZKL = Závody kuličkových ložisek; ZMŽF = Západomoravská župa footballová; ZNV = Zemský národní výbor; ZSJ = Závodní sokolská jednota

|  | Postup do Oblastní soutěže 1950 – sk. C (III. liga)          |
|  | Sestup do příslušné I. třídy Brněnského kraje 1950 (V. liga) |